# Луда ноћ
Луда ноћ је српска телевизијска емисија која се приказује на Првом програму Радио-телевизије Србије од 15. октобра 2017. године. Првобитни термин емитовања био је недељом од 21 сат, али од четврте сезоне емисија је пребачена на суботу, такође од 21:00..

## Прва сезона

### Тимови
- Невена Божовић, Сања Вучић, Александар Цветковић (Тропико бенд)
- Тања Бањанин, Кики Лесендрић, Леонтина Вукомановић
- Бојана Стаменов, Кнез, Ксенија Мијатовић
- Јелена Томашевић, Џенан Лончаревић, Душан Свилар
- , Никола Роквић, Бане Лалић (МВП)
- Ивана Петерс, Ана Штајдохар, Мари Мари
- Ана Станић, Жељко Васић, Ана Кокић
- Романа Панић, Тијана Богићевић, Гоца Тржан

### Списак епизода
| Епиз. | Датум              | Тим #1                                   | Тим #2                                   | Специјални гости                                                                    |
| ----- | ------------------ | ---------------------------------------- | ---------------------------------------- | ----------------------------------------------------------------------------------- |
| 1.    | 15. октобар 2017.  | Н. Божовић, С. Вучић, А. Цветковић       | Т. Бањанин, К. Лесендрић, Л. Вукомановић | —                                                                                   |
| 2.    | 22. октобар 2017.  | Б. Стаменов, Кнез, К. Мијатовић          | Ј. Томашевић, Џ. Лончаревић, Д. Свилар   | —                                                                                   |
| 3.    | 29. октобар 2017.  | , Н. Роквић, Б. Лалић                    | И. Петерс, А. Штајдохар, Мари Мари       | Горица Поповић, Маја Оџаклијевска, Нина Јанковић                                    |
| 4.    | 5. новембар 2017.  | А. Станић, Ж. Васић, А. Кокић            | Р. Панић, Т. Богићевић, Г. Тржан         | Зана, Пеђа д Бој, Зијо Валентино, Тања Бошковић                                     |
| 5.    | 12. новембар 2017. | Ј. Томашевић, Џ. Лончаревић, Д. Свилар   | , Н. Роквић, Б. Лалић                    | Борис Новковић, Корнелије Ковач, Колибри                                            |
| 6.    | 19. новембар 2017. | И. Петерс, А. Штајдохар, Мари Мари       | Т. Бањанин, К. Лесендрић, Л. Вукомановић | Момчило Бајагић Бајага, група, Харис Џиновић, Ођила                                 |
| 7.    | 26. новембар 2017. | Б. Стаменов, Кнез, К. Мијатовић          | А. Станић, Ж. Васић, А. Кокић            | Марина Перазић, Давор Тоља, Горан Шепа Гале, Масимо Савић                           |
| 8.    | 3. децембар 2017.  | Н. Божовић, С. Вучић, А. Цветковић       | Р. Панић, Т. Богићевић, Г. Тржан         | Ненад Милосављевић, Тања Стевановић, Тамара Бакић, Иванка Двојаковић, Ђорђе Кортина |
| 9.    | 10. децембар 2017. | Т. Бањанин, К. Лесендрић, Л. Вукомановић | Ј. Томашевић, Џ. Лончаревић, Д. Свилар   | Франо Ласић, Вук Росандић                                                           |
| 10.   | 17. децембар 2017. | А. Станић, Ж. Васић, А. Кокић            | И. Петерс, А. Штајдохар, Мари Мари       | Дејан Цукић, Звонимир Ђукић                                                         |
| 11.   | 24. децембар 2017. | И. Петерс, А. Штајдохар, Мари Мари       | Т. Бањанин, К. Лесендрић, Л. Вукомановић | Горан Шепа Гале, Ненад Милосављевић, Душко Кулиш                                    |

## Друга сезона

### Тимови
- Марко Кон, Бојана Стаменов, Жак Хоудек
- Џенан Лончаревић, Александар Цветковић (Тропико бенд) / Сања Вучић, Жељко Шашић
- Гоца Тржан, Јелена Галонић, Жељко Васић
- Сања Вучић, Сашка Јанкс, Милена Вучић
- Борис Режак, Даница Крстић, Младен Лукић (Балканика)
- Тијана Дапчевић / Ана Станић, Невена Божовић, Игор Симић

### Списак епизода
| Епиз. | Датум           | Тим #1                                | Тим #2                                | Специјални гости                       |
| ----- | --------------- | ------------------------------------- | ------------------------------------- | -------------------------------------- |
| 1.    | 25. март 2018.  | М. Кон, Б. Стаменов, Ж. Хоудек        | Н. Лончаревић, А. Цветковић, Ж. Шашић | Јасна Госпић                           |
| 2.    | 1. април 2018.  | Г. Тржан, Ј. Галонић, Ж. Васић        | С. Вучић, С. Јанкс, М. Вучић          | Екстра Нена                            |
| 3.    | 8. април 2018.  | Б. Режак, Д. Крстић, М. Лукић         | Т. Дапчевић, Н. Божовић, И. Симић     | Бисера Велетанлић, Срђан Гојковић Гиле |
| 4.    | 15. април 2018. | М. Кон, Б. Стаменов, Ж. Хоудек        | Г. Тржан, Ј. Галонић, Ж. Васић        | Дејан Петковић                         |
| 5.    | 22. април 2018. | С. Вучић, С. Јанкс, М. Вучић          | Б. Режак, Д. Крстић, М. Лукић         | Нада Павловић, Бети Ђорђевић           |
| 6.    | 29. април 2018. | Џ. Лончаревић, А. Цветковић, Ж. Шашић | А. Станић, Н. Божовић, И. Симић       | Генерација 5, Дадо Топић               |
| 7.    | 6. мај 2018.    | Џ. Лончаревић, А. Цветковић, Ж. Шашић | Б. Режак, Д. Крстић, М. Лукић         | Звонко Пантовић Чипи, Бруно Лангер     |
| 8.    | 13. мај 2017.   | М. Кон, Б. Стаменов, Ж. Хоудек        | С. Вучић, С. Јанкс, М. Вучић          | Владо Калембер, Неда Украден           |
| 9.    | 20. мај 2018.   | Г. Тржан, Ј. Галонић, Ж. Васић        | А. Станић, Н. Божовић, И. Симић       | Ђорђе Давид, Бане Крстић               |
| 10.   | 27. мај 2018.   | Џ. Лончаревић, А. Цветковић, Ж. Шашић | М. Кон, Б. Стаменов, Ж. Хоудек        | Ален Исламовић, Кики Лесендрић         |

## Четврта сезона

### Тимови
- Џенан Лончаревић, The Frajle, Александар Цветковић (Тропико бенд)
- Невена Божовић, Борис Режак, Мари Мари
- Ивана Петерс, Гоца Тржан, Леонтина Вукомановић
- Тања Бањанин, Ана Станић, Младен Лукић (Балканика)
- Александра Радовић, Сара Јо, Сергеј Ћетковић
- Јелена Томашевић, Ђорђе Давид, Бојан Васковић (Lexington Band)
- , Кнез, Данијел Кајмакоски
- Игор Симић, Сашка Јанкс, Марија Микић

### Списак епизода
| Епиз. | Датум              | Тим #1                              | Тим #2                              | Специјални гости                  |
| ----- | ------------------ | ----------------------------------- | ----------------------------------- | --------------------------------- |
| 1.    | 31. октобар 2020.  | Џ. Лончаревић, А. Цветковић,        | Н. Божовић, Б. Режак, Мари Мари     | Зана                              |
| 2.    | 7. новембар 2020.  | И. Петерс, Г. Тржан, Л. Вукомановић | Т. Бањанин, А. Станић, М. Лукић     | Кербер, група                     |
| 3.    | 14. новембар 2020. | А. Радовић, Сара Јо, С. Ћетковић    | Ј. Томашевић, Ђ. Давид, Б. Васковић | Дејан Цукић, Бајага и инструктори |
| 4.    | 28. новембар 2020. | , Кнез, Д. Кајмакоски               | И. Симић, С. Јанкс, М. Микић        | Маја Оџаклијевска, Неле Карајлић  |
| 5.    | 5. децембар 2020.  | А. Радовић, Сара Јо, С. Ћетковић    | Џ. Лончаревић, А. Цветковић,        | Кики Лесендрић                    |
| 6.    | 12. децембар 2020. | , Кнез, Д. Кајмакоски               | Т. Бањанин, А. Станић, М. Лукић     | Неда Украден                      |
| 7.    | 19. децембар 2020. | И. Симић, С. Јанкс, М. Микић        | Ј. Томашевић, Ђ. Давид, Б. Васковић | Звонимир Ђукић                    |
| 8.    | 26. децембар 2020. | Н. Божовић, Б. Режак, Мари Мари     | И. Петерс, Г. Тржан, Л. Вукомановић | —                                 |